# ویکتور ال. ای کمپل
ویکتور ال. ای کمپل (انگلیسی: Victor L. A. Campbell; ۲۰ اوت ۱۸۷۵ – ۱۹ نوامبر ۱۹۵۶) فرد نظامی اهل بریتانیا بود. وی همچنین برندهٔ جوایزی همچون افسر نشان امپراتوری بریتانیا شده‌است.